# 庞巴迪TRAXX

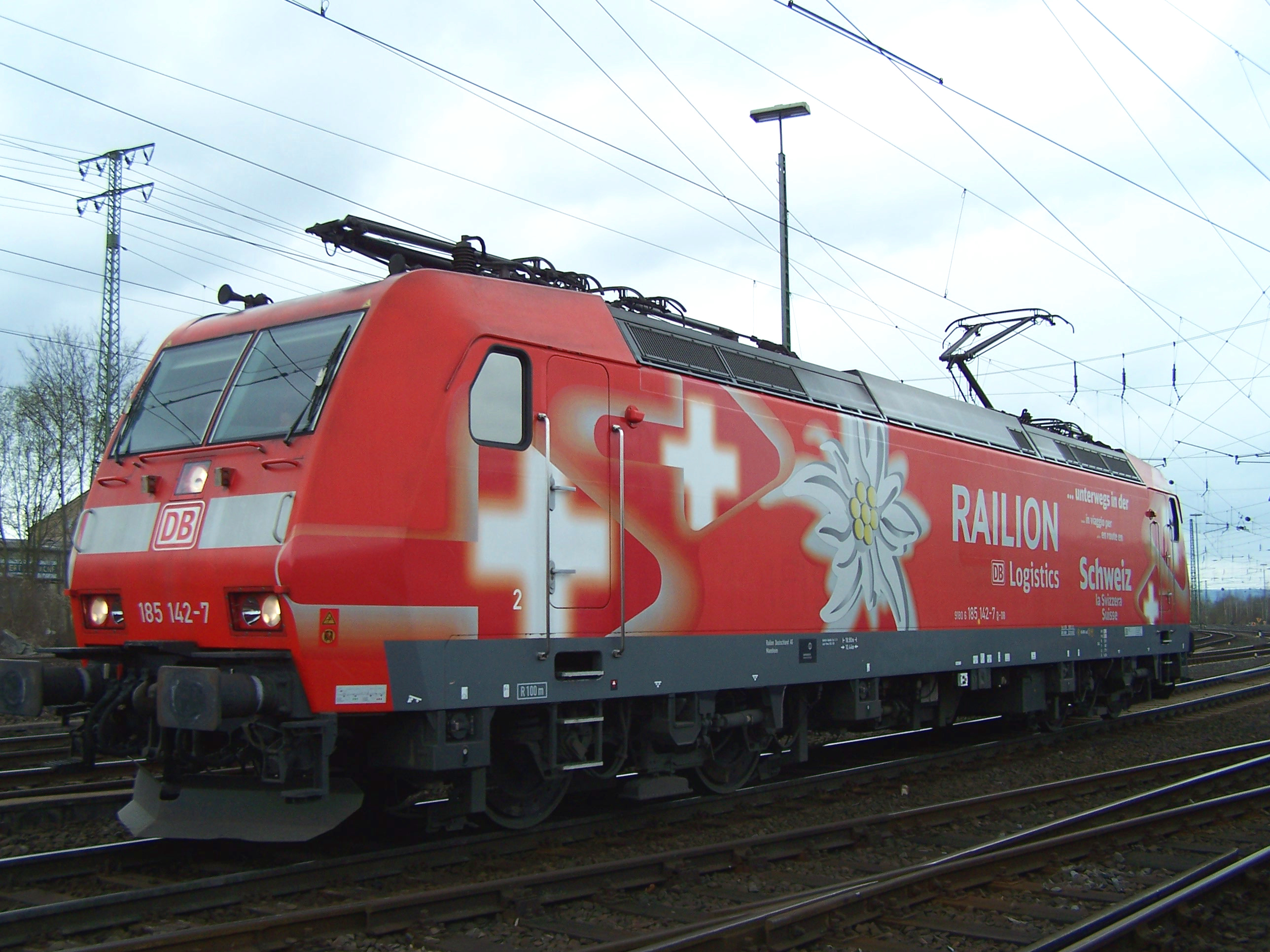
185型142号机车

庞巴迪TRAXX，其注册商标全称为高灵活性的跨国铁路应用机车平台（英語：locomotives platform for Transnational Railway Applications with eXtreme fleXibility），是一个由庞巴迪运输为中型货运及客运铁路运输所制造的模块化系列机车的统称。其首个版本是2000年面世的为德国铁路（DB）制造的双电压制式交流电机车。随后又开发了可运行于欧洲大多数电气化铁路的直流电制式和四电压制式，以及自2006年起扩展至柴油动力制式的版本。该系列所有机型共有的元素包括钢制车身外壳、双动力轴双转向架、三相异步感应电动机、集成于车顶边缘的冷却排气装置以及轮盘式制动器。如今已有超过1230台TRAXX家族的机车在各大欧洲铁路运营商中运营或订购，其中仅TRAXX2和TRAXX2E系列就有719台。其所有系列均提供满足跨境交通需求的多系统机车。
截至2012年8月，庞巴迪运输已交付超过1550台该系列的客运及货运机车，其主要用户为德国，并在欧洲16个国家中运用。

## 标识体系
制造商规定不同的版本需以以下格式标识：
- 用途：F为货运，H为重载，P为客运，S为高速
- 轴承：140为吊挂轴，160为空心轴
- 传动：AC为交流电制式，DC为直流电制式，MS为多电流制式，DE为柴油制式
- 变体：P为动力车，1，2

| 运营商                        | 型号     | 标识命名                      |
| ----------------------------- | -------- | ----------------------------- |
| 德国铁路 （以及境内私营铁路） | 145      |                               |
| 德国铁路 （以及境内私营铁路） | 146.0    |                               |
| 德国铁路 （以及境内私营铁路） | 146.1    | TRAXX P160 AC1                |
| 德国铁路 （以及境内私营铁路） | 146.2    | TRAXX P160 AC2                |
| 德国铁路 （以及境内私营铁路） | 185.0/.1 | TRAXX F140 AC1                |
| 德国铁路 （以及境内私营铁路） | 185.2    | TRAXX F140 AC2                |
| 德国铁路 （以及境内私营铁路） | 186      | TRAXX F140 MS                 |
| 德国铁路 （以及境内私营铁路） | 246      | TRAXX P160 DE                 |
| 德国铁路 （以及境内私营铁路） | 285      | TRAXX F140 DE                 |
| SBB货运                       | Re 481   |                               |
| SBB货运                       | Re 482   | TRAXX F140 AC1 TRAXX F140 AC2 |
| SBB货运                       | Re 484   | TRAXX F140 MS2                |
| BLS                           | Re 485   | TRAXX F140 AC1                |
| BLS                           | Re 486   | TRAXX F140 MS                 |
| BLS                           | 187      | TRAXX F140 AC3                |
| 卢森堡铁路                    | 4000     | TRAXX P140 AC1                |
| 意大利铁路                    | E 483    | TRAXX F140 DC                 |
| 赫克托铁路                    | 241      | TRAXX F140 AC2                |
| 绿色货运                      | Re       | TRAXX F140 AC2                |
| Renfe                         | S/253    | TRAXX F140 DC                 |
| PKP                           | EU43     | TRAXX F140 MS                 |
| MÁV                           | 480      | TRAXX P160 AC2                |

## TRAXX前身

### AEG12X / 128型
20世纪90年代初，在西德标准化机车计划中的大部分电力机车都接近了使用年限，德国联邦铁路开始寻求以一种全新的通用机型来取代这些老化的电力机车。在过去的10年中，其推出了其首台带有三相异步电动机和双动力轴双转向架的客货两用机车120型，并获得广泛使用。1991年，德国联邦铁路发放了超过1000台客货两用机车的订购标书，要求研发在120型的基础上改良设计并增加功率的121型。然而在1992年10月，受到高昂的价格及政治局势的转变所影响，德国联邦铁路取消了招标。1994年，德国联邦铁路合并了原德国国营铁路，创立了德国铁路，并接收了超过600台现代化的东德243型机车。此外合并与铁路改革同步，德国铁路的机车车辆被分别划分入区域运输（DB Regio）、长途运输（DB Fernverkehr）和货物运输（DB Cargo）的部门，这使得通用型机车的计划不再适用。从1993年下半年开始，德国铁路的各业务部门开始为根据其自身特定需求而定制的电力机车招标。
研发121型电力机车的竞争对手包括两家庞巴迪运输的前身公司：当时仍由戴姆勒-奔驰控股的德国机车制造商AEG轨道车辆（AEG Schienenfahrzeuge），以及ABB在德国的制造分公司ABB亨舍爾（ABB Henschel）。AEG跟进他们的开发進度，新造了一个实验性的通用型样车，称为12X型，这一机型被视为TRAXX系列的前身。12X型于1994年6月面世，虽然为AEG所拥有，但也被德国铁路命名为128型。与120型相比，12X型拥有多项独具特色的创新技术，包括基于可關斷晶閘管（GTO）的水冷式逆变器、枢轴轴承位于两侧的全新主减速器理念以及短轴距为2600毫米的新转向架理念。机车也有模块化设计，允许因应不同的操作需求而衍生出不同的版本，并因此而形成了AEG平台，与德国铁路的新车订单参与竞争。同时，ABB也开发出了自己设计的模块化电力机车平台：Eco2000。ABB的理念包括一个轴距为2650毫米带有灵活浮动（Flexifloat）高速转向架的家族版本，以及生物降解的可關斷晶閘管酯冷式逆变器和同样采用酯冷却的主变压器，它被认为是第一代TRAXX机车中逆变器和变压器的起源。
12X型后来被用作新技术的测试平台，于1997年成为全球首台应用絕緣閘雙極電晶體（IGBT）变频器的机车，并自1998年起开始测试MITRAC牵引力控制系统的电子器件。这两种技术在后来都被应用于TRAXX系列机车。

### 145型

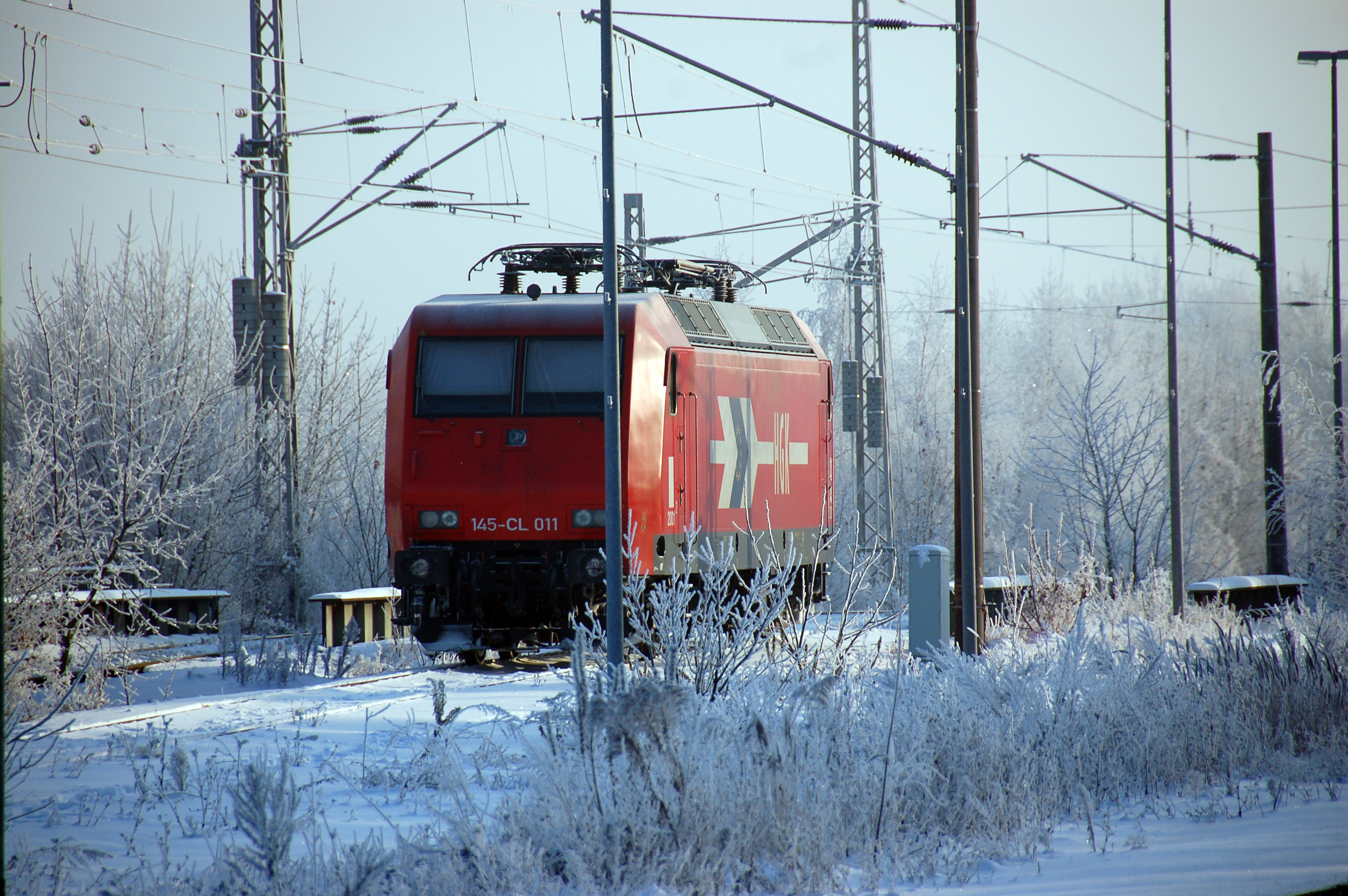
145-CL 011行驶于安格尔明德

1994年11月，德国铁路为其电力机车的新订单分别选择了ABB和AEG：其中ABB为负责长途客运业务领域的德铁长途运输提供145台101型机车；而AEG则为负责货运业务的德铁货物运输（德铁信可铁路的前身）提供80台145型货运机车。145型最初的设计是将12X型简化而成，它摒弃了包括空心轴驱动在内的高速部件，转而采用较简单的吊挂轴驱动。1996年1月，ABB亨舍尔与AEG的母公司戴姆勒-奔驰合并组建了ADtranz，为了简化生产和维护，145型机车的最终设计被改造成与101型机车有更多的共通性，其生物降解的可關斷晶閘管酯冷式逆变器和同样采用酯冷却的主变压器均来自于101型，但只有较少的组件以适应其较低的最大功率，提供单转向架制动而非单轴制动。转向架设计也并入了源自ABB的灵活浮动家族版本，轴距增加至2650毫米。由于这种可共享的特点，145型有时也被视为Eco2000系列的成员。145型001号机车于1997年7月面世，在1998年1月15日联邦铁路管理局（Eisenbahn-Bundesamtes）进行型号核准后，该系列的80台机车随即开始交付德国铁路。其中前10台机车由ADtranz的亨尼希斯多夫工厂生产，其余70台则在卡塞尔工厂生产。机车车库则设于瑟丁，这里可进行中型保养及维修工作，德铁信可由此将机车配置至整个德国。在计划的后续订单中，德国铁路更青睐于支持双电压制式的版本185型，145型机车从此停产。
此外，有6台同款机车为瑞士私营铁路公司中图尔高铁路（Mittelthurgaubahn，简称）而造，在当地被定为Re 486型。在MThB遭清算后，机车移交至瑞士联邦铁路（简称），改为Re 481型。同时，SBB还将部分机车售予欧洲三井铁路资本（Mitsui Rail Capital Europe B.V.，简称），由后者再次租赁至科隆港口及货运公司（Häfen und Güterverkehr Köln，简称）。HKG本身则另保有5台该型机车。此外，EKO运输也有两台而rail4chem和RBH物流则分别持有3台。

### 146.0型

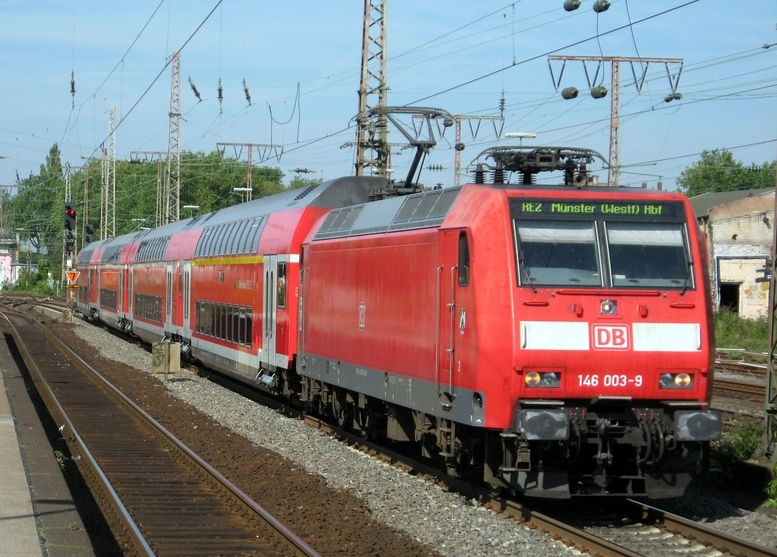
146 003在北威州执行客运任务

与此同时，德铁区域运输也开始意识到，短途交通车辆除了替换为各种现代化的动车组外，高速电力机车搭配最高时速可达160公里的双层客车的组合也是十分必要的。1999年末，145型的018和019号机车开始搭载短途运输组件在路德维希港投入德铁区域运输的服务。其车体前端的顶部被修改，以腾出空间安放信息显示屏。在其证明了适用于短途客运的服务后，145 031–050号机车在2000年世界博览会期间也被投入了汉诺威地区的市郊交通。这些用于短途交通的145型机车被验收批准可以将速度提至160km/h。随后它们一直使用于北莱茵-威斯特法伦州，直到被146型机车替换。
使用经过改造的145型机车只是一个暂时性的措施，因此德铁区域运输向庞巴迪重新订购了专用于短途交通的145型特殊版本，被定为146型。它与145型机车主要的差异是采用了可适应160km/h的空心轴驱动而非吊挂轴驱动，并在机车前窗上方设有可利用整幅宽度的目的地显示屏。首个系列的采购得到了随后使用的莱茵兰-普法尔茨州和北莱茵-威斯特法伦州的地方财政支持。在2001年至2002年，庞巴迪共交付了31台146型机车至德铁区域运输，其中前7台机车（146 001–146 007）配属路德维希港，其余24台（146 008–146 031）则配属多特蒙德。随着146 031号机车在2002年8月26日交付，卡塞尔工厂的145及146系列的机车生产全部结束。
2004年2月16日，包括146 008 - 146 015号机车在内7台机车的管辖权转配至科隆。146.0型在北莱茵-威斯特法伦州迅速成为快速和重型区域交通中不可或缺的主干车型，与之相反的是莱茵兰-普法尔茨州，他们对莱茵-内卡范围内以425型动车组为区域交通主导的车型日趋满意。另一方面，巴登-符腾堡州的铁路乘客则相当反对使用425型动车组进行中长距离列车服务，例如斯图加特至辛根。为此符腾堡交通公司、莱茵-内卡公交系统和德铁区域运输北莱茵-威斯特法伦分公司进行了资产交易：前者将其所有的425.1型动车组全部移交至莱茵兰-普法尔茨州，作为回报，原本配属路德维希港的双层客车车厢和7台146型机车则分别转配斯图加特及普洛兴根。随后，146 001-146 007号机车再移交至多特蒙德，巴登符腾堡区域交通则获得了逾期交付的5台146.2型机车（146 223-146 227）。自2006年3月20日起，全部31台146.0型机车均配属北莱茵-威斯特法伦州。
为了延长146.0型机车的使用寿命，庞巴迪从2010年秋天开始对该型所有机车进行性能提升改造。机车此后的连续输出功率可达5.6兆瓦。与185型机车的性能提升不同，146.0型除了需要进行软件更新外，还需要改造其通风装置及牵引逆变器。

## TRAXX

### F140 AC1

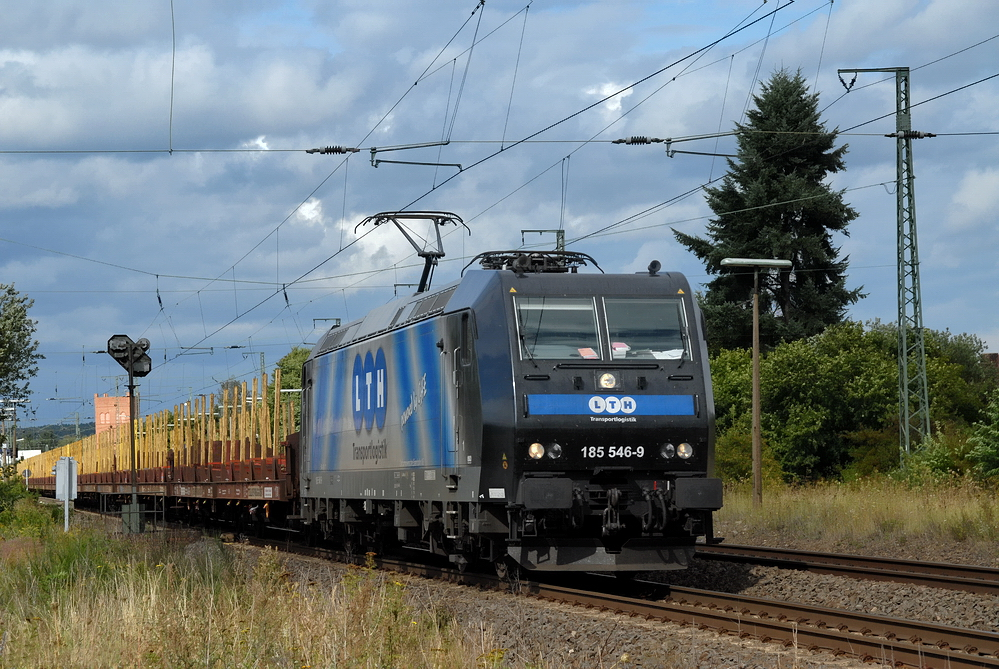
185 546行驶于洛拉尔

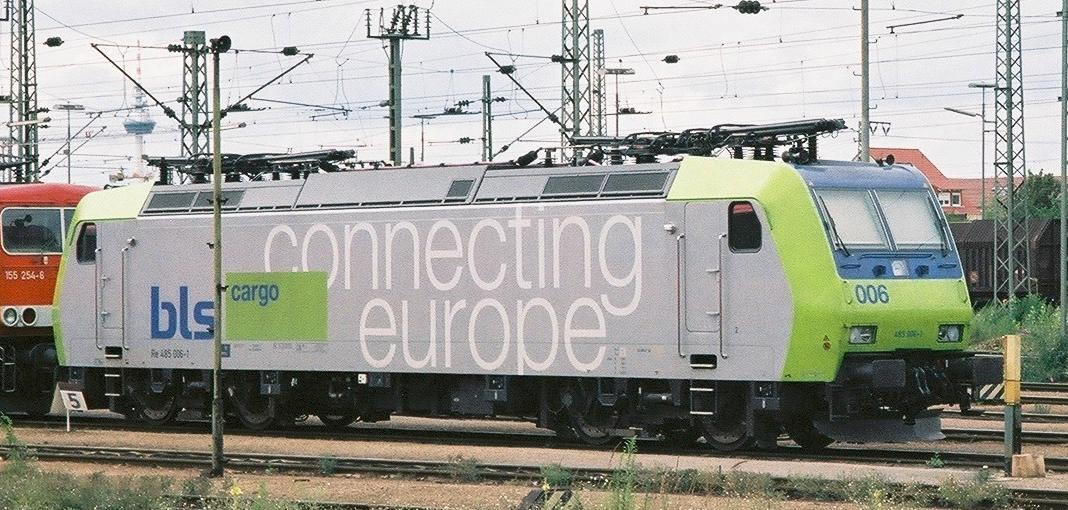
BLS公司的Re 485

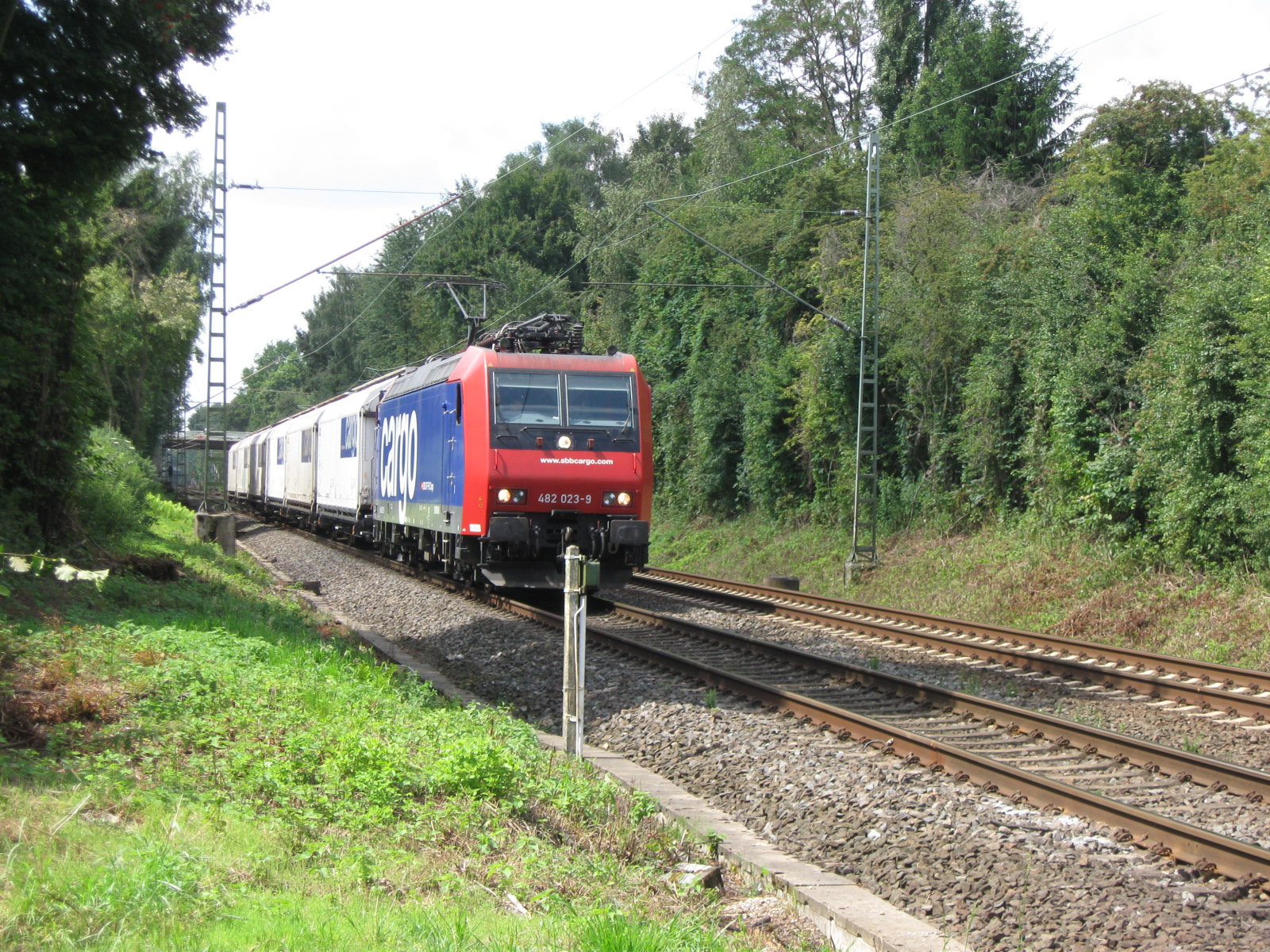
Re 482行驶于雷克林豪森

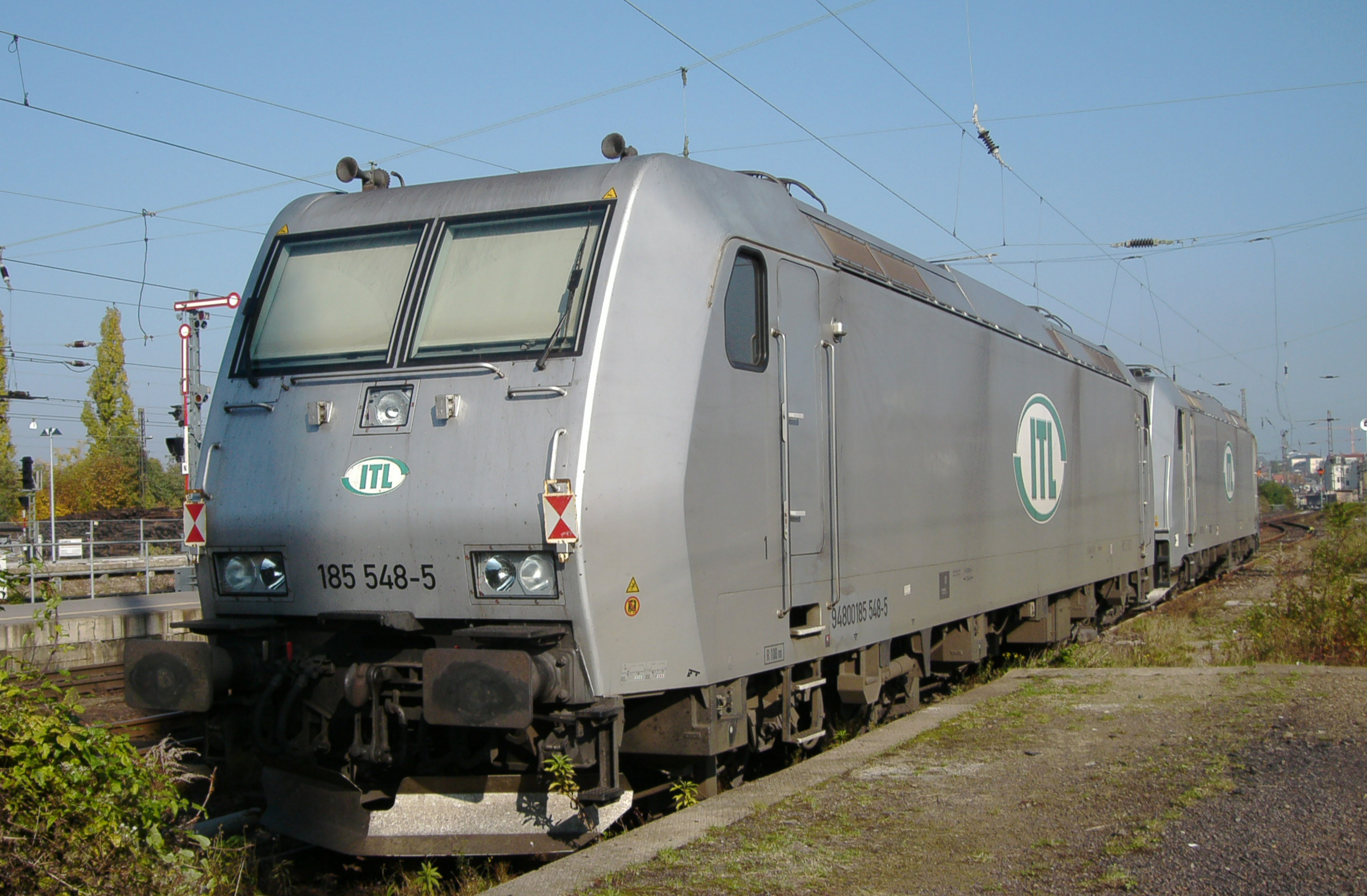
ITL公司的185 548

由于日益增多的国际化业务，德铁信可铁路（当时仍称德铁货物运输）需要一种新的双电压制式电力机车，以符合进入法国、卢森堡和丹麦境内的25千伏50赫兹供电接触网。1998年7月，ADtranz收到了近400台新的中型货运机车的后续订单，被定型为185型。因其双电压国际化的特点，它也被称为“欧洲机车（Europalok）”。2000年1月，以145型机车为原型开发的185 001号机车首次面世。从技术上看，185型是145型的一个进化版本，它保留了145型的走行装置、轴挂电动机、酯冷式逆变器及变压器等基本理念。除了双电压操作的电子设备，185型的变化还包括提供在欧洲使用的各类列车保护系统的安装，以及将车顶高度降低105毫米，以适应在国际UIC505-1中规定的车辆负载限界。185型机车共计交付399台，使其成为德国铁道线上最常见的电力机车，它主要用作全面替代已老化的140型机车。
庞巴迪在2001年收购ADtranz，从而获得了机车的制造技术。185型机车在庞巴迪旗下被开发成一个类似145系列的带有私营铁路运营商版本及客运版本的系列式车型。2003年9月，庞巴迪正式将185系列机车的品牌名称命名为TRAXX。2003年1月28日，rail4chem在接收其首台185型机车后，首次利用该车型进行跨境运营，前往瑞士及奥地利。经过近6年的生产，在2006年初最后一台编号为185 557的机车交付使用后，185.1型机车共计生产了332台。其中，德国铁路配属超过200台，德国私营铁路配属57台，瑞士联邦铁路配属35台并将其命名为Re 482，BLS配属20台并将其命名为Re 485型，卢森堡国家铁路配属20台并将其命名为4000型。
由于空间和重量的原因，机车无法搭载适应所有使用国家的列车控制系统及其它设备，但它们可以在交付后由客户根据实际需求加装或卸载某些特定的软件包。目前已有的一个瑞士软件包，机车便针对该国的技术指标搭载了集成Integra-Signum和ZUB 262ct技术的列车控制系统、额外的窄型双受电弓（1450毫米）以及侧置式后视摄像头的设备，部分运用于勒奇山隧道的这类机车还加装了ETCS。使用瑞士软件包的机车由于列车控制系统的永磁铁不兼容而无法在奥地利境内运行，为此德国铁路的185型085-094号机车和瑞士联邦铁路的Re 482型035-049号机车均配备了可切换的电磁铁。进入意大利境内的机车也同样需要加装适用于意大利国家铁路的设备。此外还有一个可运行于法国的软件包，它同样集成了法国的列车控制系统和额外的窄型双受电弓，但仅适用于德国和奥地利的基础版本，因其本身只有双受电弓，并且没有额外的安全系统。以窄型受电弓作为额外受电弓，并搭载于外侧的机车包括德国铁路185型085-149号、瑞士联邦铁路Re 482型、BLS485型和486型、以及卢森堡国家铁路4000型。
德国铁路的近300台及德国私营铁路的57台机车会经常变换其配属而在德国、瑞士和奥地利境内运用，使用较多的公司包括Rail4chem、HGK、东汉诺威铁运（Osthannoversche Eisenbahnen，简称OHE）、TX物流（TX Logistik）和BLS。这些机车主要由机车租赁公司MRCE和阿尔法列车（Alpha Trains）所拥有。瑞士联邦铁路的35台该款机车并命名为Re 482型，BLS则在2002年起将自有的20台同类机车命名为Re 485型。在非DB自身的机车上通常可以找到双受电弓和四受电弓的版本，而瑞士境内则只有四受电弓的版本。

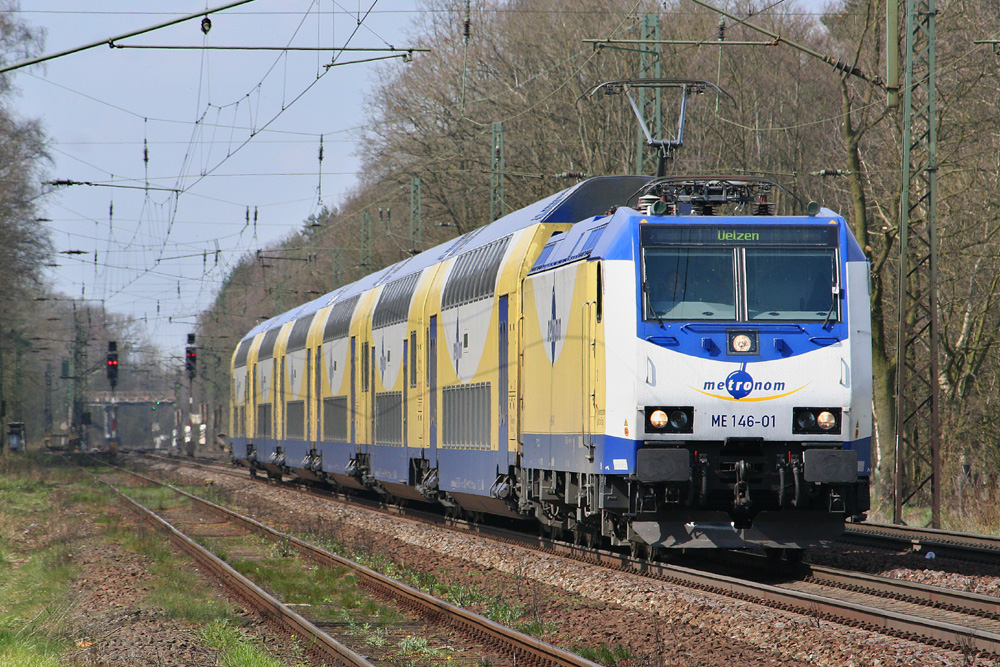
梅特罗农的ME 146-01行驶于拉德布鲁

卢森堡国家铁路所使用的20台机车是这一类型的特殊变体，它们在许多细节上与德国铁路的185型机车相对应，但也有类似于德国铁路146型机车的客运软件包。

### P160 AC1
标识为TRAXX P160 AC1的第二批次146型机车于2003至2005年间交付。这些机车作为185.2型在技术上的变体，并且仅适用于15千伏16⅔赫兹交流电的线路。因此德铁区域运输亦将其定为146.1型机车。截至2007年春季，共有32台146.1型机车分别配属布伦瑞克、弗赖堡和法兰克福；另有10台配属于尔岑，由下萨克森州立市郊交通公司（Landesnahverkehrsgesellschaft Niedersachsen，简称LNVG）下属的梅特罗农（metronom）运营。

## TRAXX 2

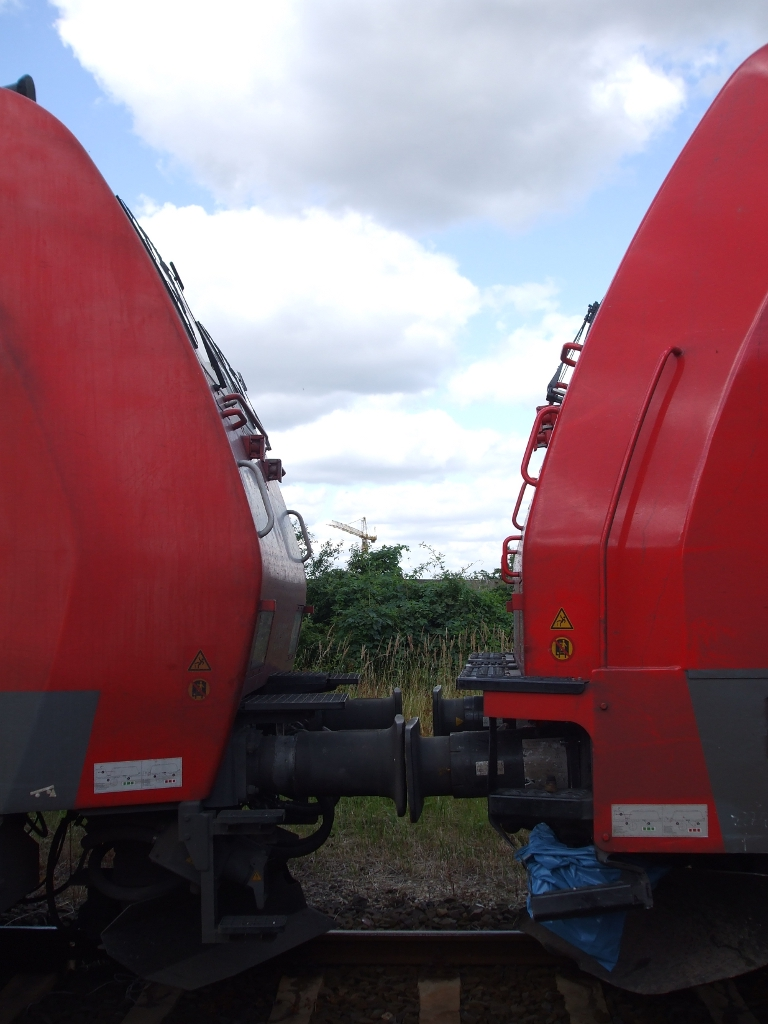
185.1型及185.2型的车头

2004年，TRAXX的基本设计经历重大改革，其最显著的变化是车体前端经过重新设计，以满足更严格的防撞性安全标准；同时变频器系统也被改变，将GTO逆变器改为完全不同的IGBT逆变器，并且逆变器和主变压器的冷却剂也由酯冷改为水冷。此外还提供由单转向架制动替换为单轴制动的选项。车体为完全标准化设计，默认情况下会提供在挡风玻璃上方安装信息显示屏的空间，在货运版本由非结构性的车罩所覆盖。转向架结构也得到了加强，其轴重被允许增加至22吨。这一世代的TRAXX系列被称为TRAXX 2，其首台被定型为185.2的机车于2005年1月14日交付德国铁路。

### F140 MS2

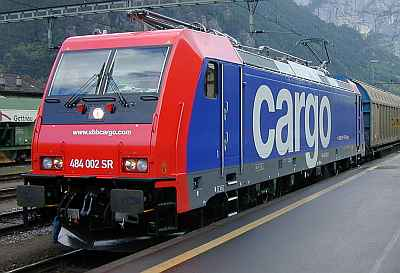
四电压制式的SBB Re 484

首先应用这类新款车体的系列机车是自2004年起开始分两批交付瑞士联邦铁路的21台Re 484型。它们均配备可进入意大利执行跨境运营的组件，并在意大利被当局命名为E 484型。另有5台被命名为E 484.9的机车分别由MRCE、Crossrail（901和902号）及SBB意大利货运所持有（903-905号）。BLS公司也拥有10台机车，适用于德国、奥地利和意大利。机车租赁公司Railpool则拥有另外28台。

### F140 AC2

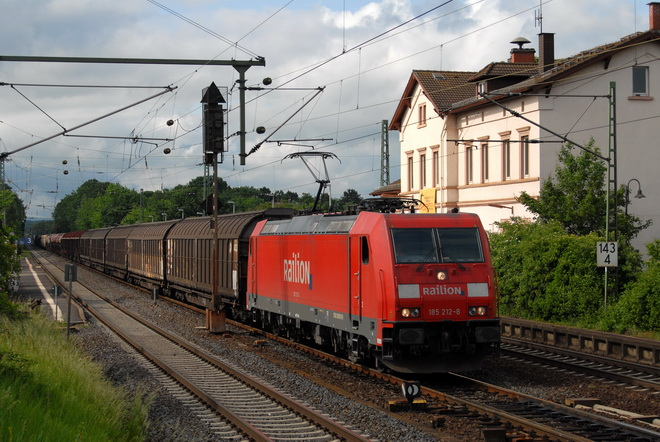
185 212行驶于朗根斯

被德国铁路定型为185.2的改进版机车以编号185 201开始交付德铁信可铁路。其订购的200台机车中至2010年已有199台交付使用，另有1台在一次铁路事故后被改装成146型。这些机车均拥有奥地利路网的准入运行许可。
作为TRAXX 2原型车的185 561号机车于2006年1月移交瑞士联邦铁路并改编号为Re 482 035，至同年8月庞巴迪共向SBB货运交付了其订购的另外14台同款机车。此外，这款机车也能在各机车租赁公司的库存中找到，并由此租赁至欧洲各地的私营铁路运营商，它们使用自185 562号开始的企业编号，具体配属为：11台在MRCE、27台在阿尔法列车、11台在CB铁路（CB Rail）以及2台在匈牙利的Eurocom。Allco和Railpool则分别预订了12台和30台，其中已交付的前两台正运用于易北-威悉铁运（Eisenbahnen und Verkehrsbetriebe Elbe-Weser，简称EVB）。此外，HGK也拥有14台这一类型机车。
自身拥有这款机车所有权的企业则包括ITL（1台）、赫克托铁路（Hector Rail，10台）和哈维兰铁路（Havelländische Eisenbahn，2台）。瑞典的绿色货运（Green Cargo）则已有6台的订单。

### P160 AC2

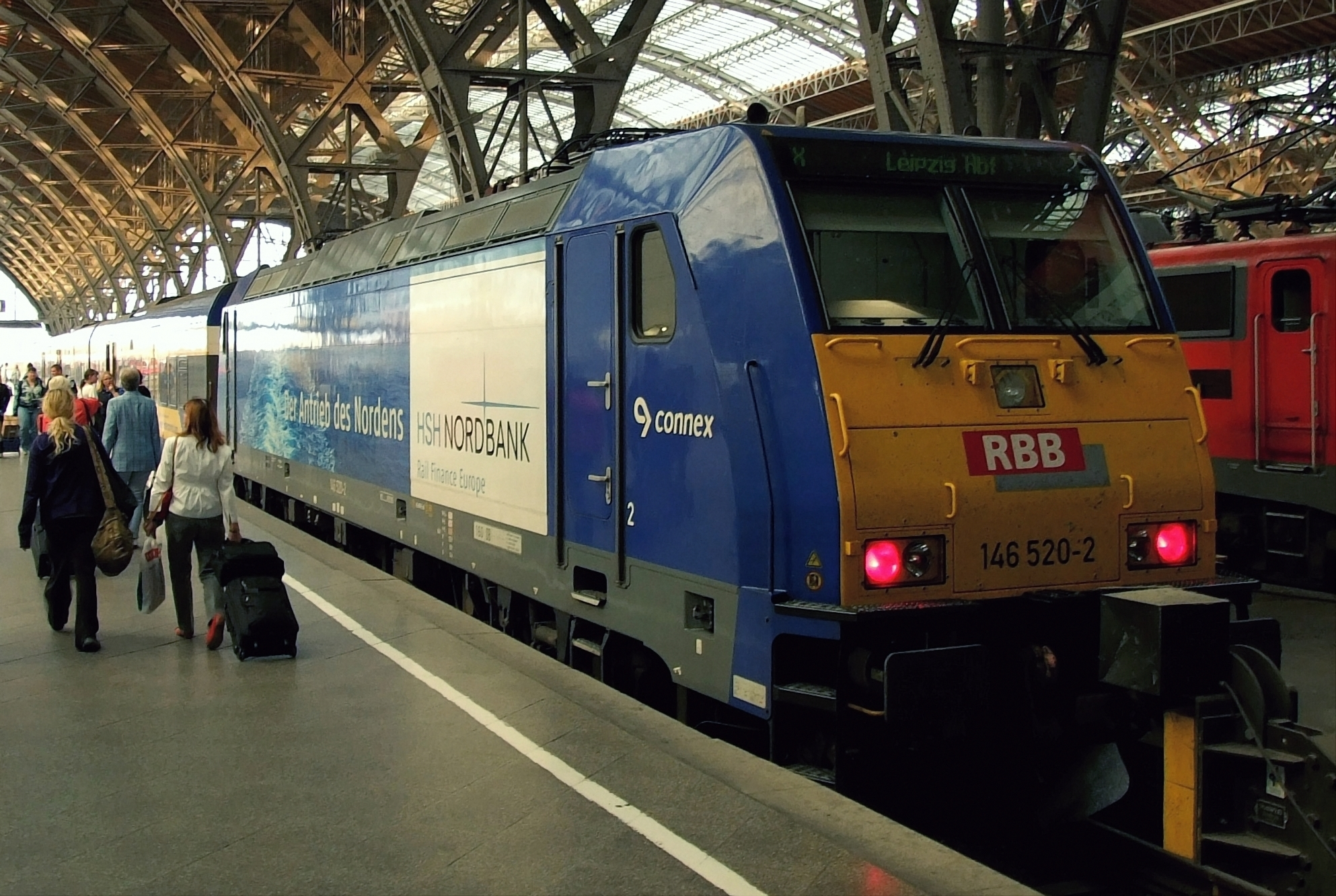
威立雅旗下的公司涂装146.2型

标识为TRAXX P160 AC2的第三批次146型机车自2005年7月22日起交付使用，它作为基于185.2型开发的客运版本，被定型为146.2型。首先交付德铁区域运输的51台机车分别配属于斯图加特、弗赖堡和纽伦堡，以及梅特罗农和北波罗的海铁路（Nord-Ostsee-Bahn，简称NOB），其中梅特罗农持有17台，NOB持有4台。
符腾堡交通公司利用其所持有的25台该款机车投放至由斯图加特出发的区际快车、区域快车及区域列车等线路当中。它们主要牵引的是双层客车，但在实际操作中，它与旧款的n型车厢的搭配也并不少见。只有担当行经斯图加特-外兴根路段以及普洛兴根-盖斯林根路段的区际快车时，机车的运行速度可以达到其最高限速160公里/小时。阿尔布-博登湖区域交通有限公司（Regionalverkehr Alb-Bodensee，简称RAB）也有2台同款机车（146 221和146 222）配属于斯图加特，它们于斯图加特的其他机车一同执行共用的运营计划。
南巴登区域交通公司（Regionalverkehr Südbaden）自2006年起将11台146.2型机车（146 228 – 146 239）配属于弗赖堡，担当黑森林铁路的客运任务。

## TRAXX 2E
2006年TRAXX系列的车体和内部配置再次修改，首次创建了真正意义上的柴电机车，提供相同布局的柴油或电力版本。其发动机室的中部设有一个内置的空间可用于安装柴油发动机或交流变频器以及直流电抗器；其过道不再径直贯穿发动机室，而是环绕在此空间周围。作电力版本使用时，中部空间齿轮的一侧实现了可锁定的高压模块。机车车体的侧壁由三部分组成，柴油发动机的进气口在作电力版本使用时可用平板通过螺栓固定，而燃料箱的加油口则不会在电力使用过程中被关闭。机车的转向架和传动装置也得到改进，其吊挂轴驱动的最高时速首次可以正式达到160公里/小时，但庞巴迪仍然将其最高限速维持在140公里/小时。这一世代的系列机车被称为TRAXX 2E平台，类型本身的名称并没有改变。TRAXX 2E还包括了此前已交付的TRAXX的直流电版本。交流电版本的TRAXX 2则仍保持与2E版本的其它类型平行生产。

### TRAXX F140 MS

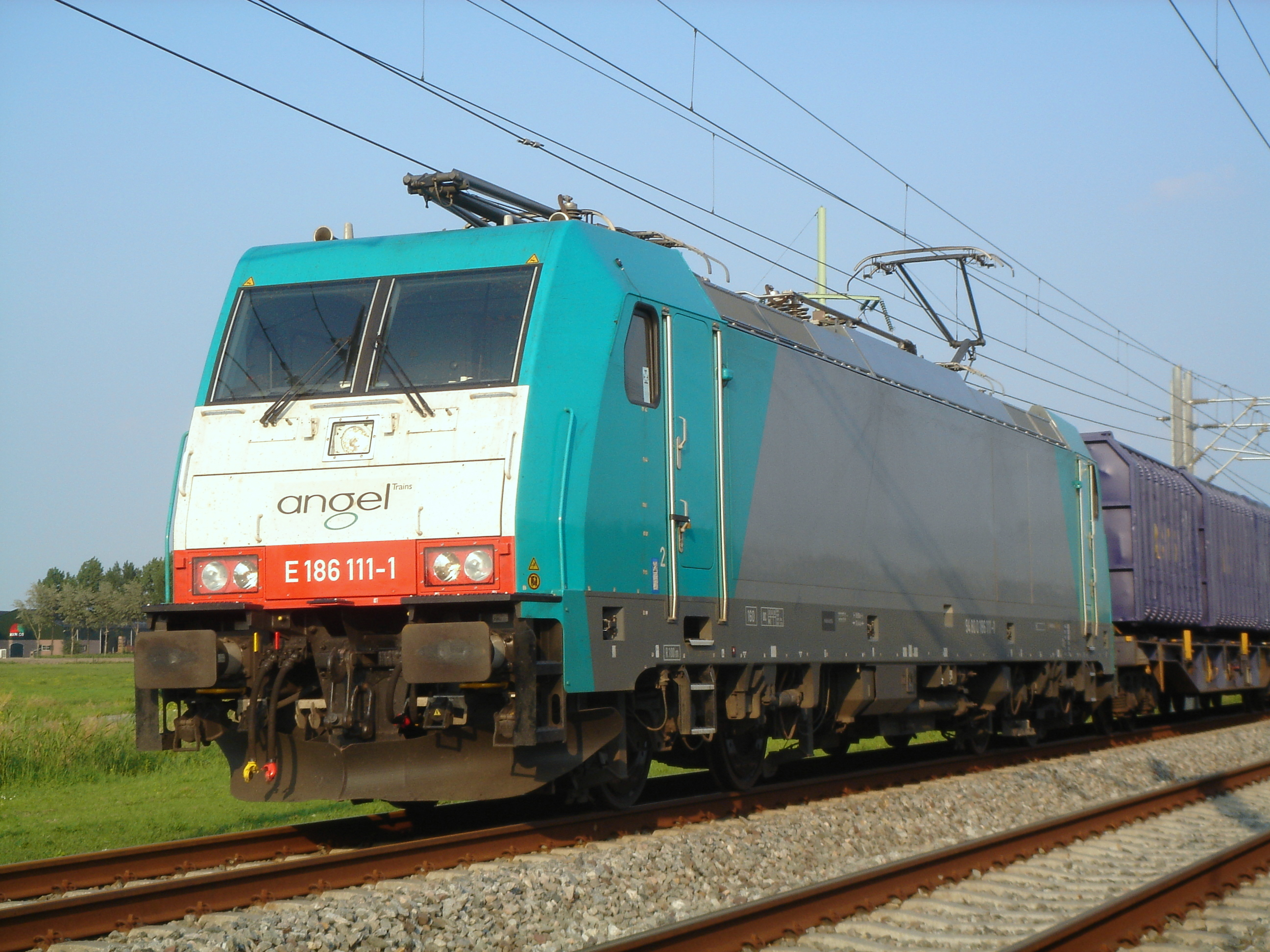
阿尔法列车的186 111-1

基于第三代TRAXX平台开发的TRAXX F140 MS，在德国被定型为186型。它被认为是TRAXX F140 MS2的衍生版本，作为一个额定功率5600千瓦、支持四电压制式可用于交流电及直流电系统的机车，其中还包括前一段所叙述的所有修改。此外，186型也提供适应不同国家的软件包，它的启动用户是机车租赁公司阿尔法列车，其全部35台机车分别搭载有3种配置的设施，可以运用于以下国家：
- 德国、奥地利、瑞士、意大利 （DACHI版本）
- 德国、奥地利、比利时、荷兰 （DABNL版本）
- 德国、奥地利、波兰 （DAPL版本）

在厂家的命名中已经标明了186型是用作货运的机车，但由于它随后核准在德国可以160公里/小时的速度运行，因此也能适用于客运。尽管最高速度提升了，但该系列标识TRAXX F140中的“140”字样仍被保留了下来，并且在波兰及奥地利可能仍将继续使用140公里/小时的限速。
阿尔法列车后续共订购了105台。此外，CB铁路还订购了35台，欧洲货运铁路（Euro Cargo Rail）和威立雅也分别订购了20台和9台。10台DACHI版本的样车于2008/2009年交付了瑞士BLS，在那里被命名为Re 486型，用于执行高山和跨境运输。在升级至ETCS设备后，机车还可用于瑞士最新的铁路线中，例如勒奇山隧道，此前它仅使用Re 485型双机牵引。2010年4月底，庞巴迪向德铁信可铁路交付了其订购的65台机车中的前3台，后者计划使用这款机车执行前往法国及比利时的运输任务。
2009年7月，机车开始投入史基浦至布鲁塞尔间的南部高速铁路中使用，运营商高速联盟（HighSpeedAlliance，简称HSA）分别向阿尔法列车和CB铁路租赁了12台和2台DABNL版本的机车，这些机车均搭载有ETCS设备。比利时国家铁路进一步向阿尔法列车租赁了43台。CB铁路则向运营于荷兰与德国之间的贝蒂沃铁路的私营货运公司出租搭载ETCS的机车。

### F140 DC
根据四电压制式开发、为适应意大利的铁路交通而造的纯直流电动机车版本TRAXX F140 DC，在意大利被定型为E 483型。其逆变器装置是与TRAXX F140 MS完全相同的，只是主变压器被替换为节气门槽。交流电设备均被摘除，取而代之的是一个8吨重的镇流器。阿尔法列车和北方货运（NordCargo）分别订购了20台和8台该款机车。

### Renfe 253型
252型机车是为西班牙的宽轨铁路而开发的一款纯直流电力车型。西班牙国家铁路（简称Renfe）共向庞巴迪订购了100台该款机车，这些机车一部分由庞巴迪设于西班牙的工厂生产，首台机车于2008年下半年交付。机车都配备了吊挂轴驱动，却并不提供列车母线。其车体结构与准轨的TRAXX 2E机车相同。整流器设备则与TRAXX F140 DC型有较显著的改变。

### P160 DE

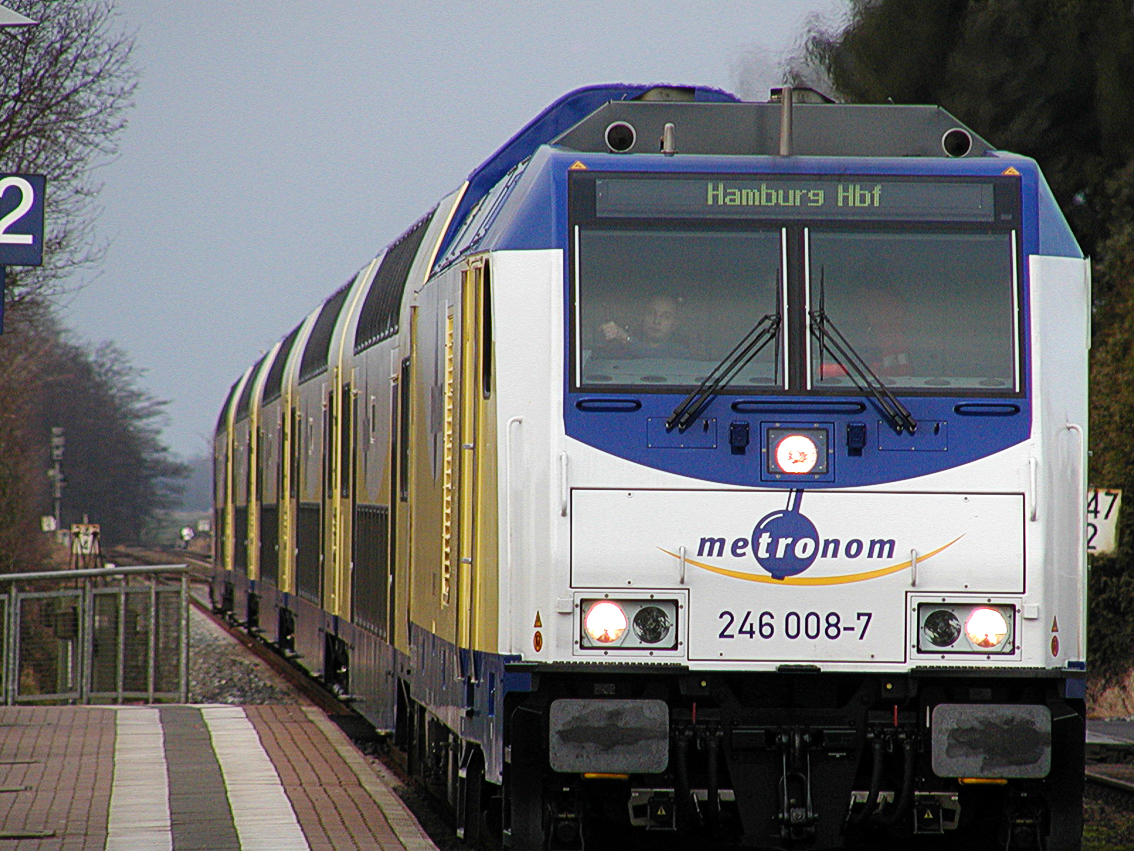
牵引汉堡-库克斯港的246型

在2006年的柏林轨道交通技术展览会（InnoTrans）上，庞巴迪首次非正式向外界发布了从现有的TRAXX系列电力模块化衍生的柴油版本车型，TRAXX P160 DE。这是一个适用于载客运输、最高时速可达160公里/小时的第三世代TRAXX系列柴电机车。该款机车在德国被定型为246型，下萨克森州立地区运输公司于2006年9月订购了11台样车，用于牵引汉堡-库克斯港间的推挽式双层旅客列车。期间这些机车已全数移交至梅特罗农，后者目前持有全部11台246 001-011号机车。

### F140 DE
货运版本的TRAXX F140 DE在德国被定型为285型。CB铁路已订购10台机车，其中首台于2007年8月交付，并且现在由哈维兰铁路公司运用于吕伯兰铁路线当中。与TRAXX系列的所有货运版本电力机车一样，这些机车均采用吊挂轴驱动（客运版本的则均采用空心轴驱动）。而140公里/小时的最高限速也与第一代TRAXX电力机车保持一致。与重载的六轴福伊特玛克西玛40CC型机车或福斯罗欧洲4000型机车相反，TRAXX F140 DE的设计定位仍为中型的干线机车。

### P160 DE ME

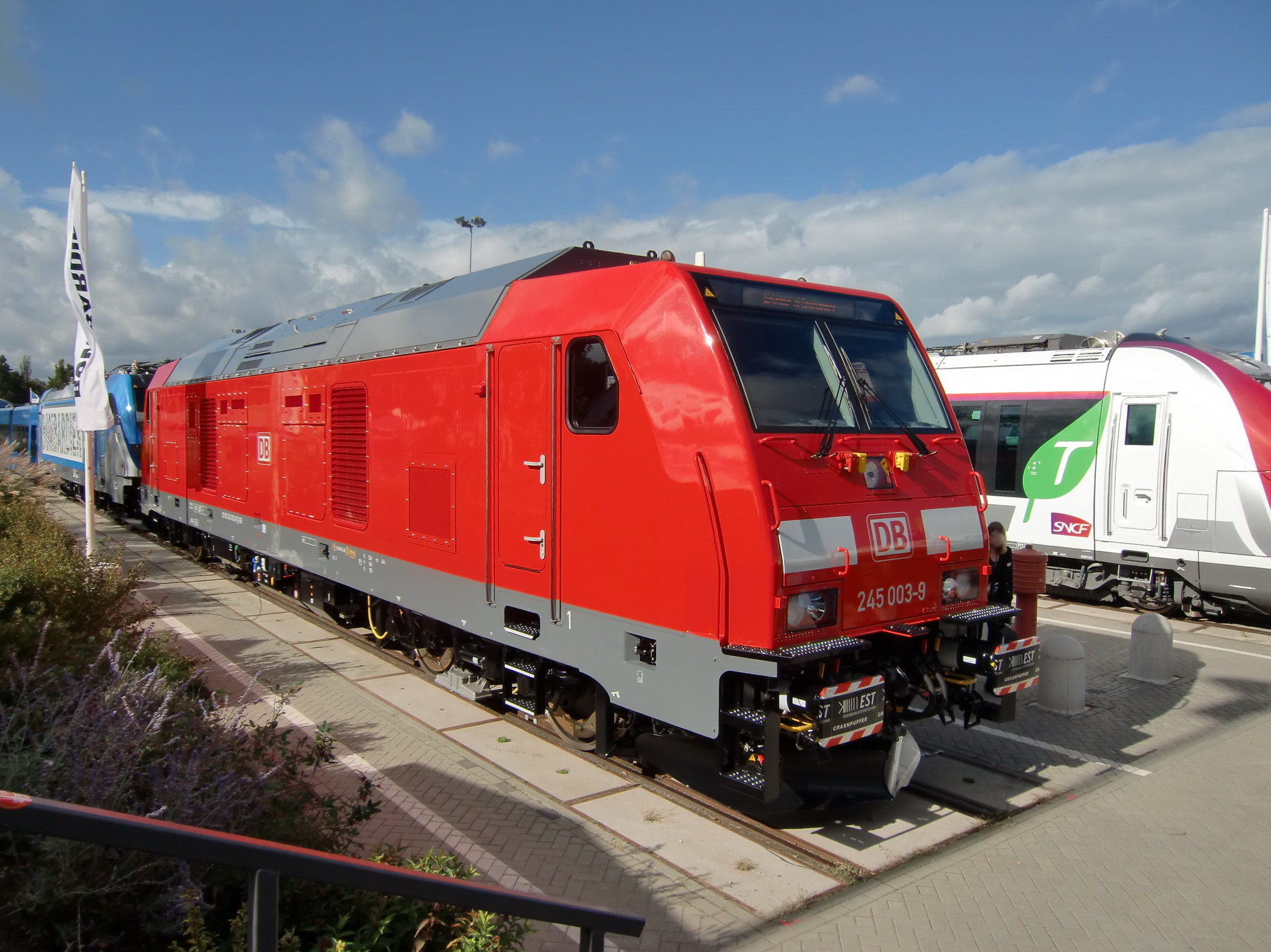
于2012年柏林轨道交通技术展中展出的245型

德国铁路于2011年4月与庞巴迪签订了一个价值6亿欧元的供应框架协议，按照协议，庞巴迪将在9年内为德铁区域运输提供200台多发电机组柴油机车用作主力客运车型，其中首批确认订购的20台机车价值6200万欧元,将从2013年中期开始交付。这款被定型为245型的机车企业内部标识为TRAXX P160 DE ME，它采用4台功率较小的电动机取代原本单一的大功率电动机，其标识中的“ME”即表示多发电机组（Multi-Engine）。制造商为其设定的额定功率为2252千瓦，平均每个发电机的功率为563千瓦。这种发电机是创新的设备，并且已经在工业应用中得到验证。通过使用不同时开启的4台电动机可以达到减少燃料消耗和废气排放的目的。机车的启动牵引力为270千牛，重量为82吨。因此245型机车的功率范围大致与西门子ER20型柴油機車或福斯罗G2000BB型柴油机车相类似。机车70%的部件均来自现有的TRAXX系列，同时机车车体也是明显的TRAXX式外观，只是因应柴油版本而进行了适当的调整。

## TRAXX 3
庞巴迪TRAXX 3系列的首个版本TRAXX F140 AC3在德国被定型为187型，并于2011年5月10日至13日的慕尼黑交通物流展中首次面世。这是一个同时兼容15千伏16⅔赫兹和25千伏50赫兹交流电的机型，并搭载了一个180千瓦的柴油辅助电动机。通过这一辅助电动机使机车在不通电的情况下仍可以最高50公里/小时的速度运行。
根据这一机型的开发经验，庞巴迪在美国制造了混合动力机车ALP-45DP型。而187型的首个订单来自于机车租赁商Railpool，它们在2010年底订购了5台该款机车。其中的3台将租予BLS，用于投入在德国、奥地利及瑞士的运营。

## TRAXX其它车型
庞巴迪TRAXX系列还有另外一些车型，但与此机车家族有较大的差异：
- IORE型电力机车（TRAXX H80 AC），用于瑞典矿运的重载货运机车。
- 和谐3B型电力机车，用於中國鐵路的貨運機車（亦牽引少量具發電車的K次載客列車），由IORE工礦機車及從日本東芝公司引入之HXD3機車技術改良而成。
- 意大利国家铁路E464型电力机车（TRAXX P160 DCP），用于意大利短途运输的单驾驶室（动车）客运机车。
- 西班牙国家铁路102型列车（TRAXX S350 AC），用于西班牙的准轨高速动车组。
- 西班牙国家铁路130型列车（TRAXX S250 MS），用于西班牙的多制式高速动车组。